# شارلوته زالومون
شارلوته زالومون (بالألمانية: Charlotte Salomon)‏ هي فنانة ورسامة ألمانية، ولدت في 16 أبريل 1917 في برلين في ألمانيا، وتوفيت في 10 أكتوبر 1943 في معسكر أوشفيتز بيركينو ‏ في بولندا بسبب غرف الغاز.